# Villerías
Villerías är en ort i Spanien.   Den ligger i provinsen Provincia de Palencia och regionen Kastilien och Leon, i den centrala delen av landet, 190 km nordväst om huvudstaden Madrid. Villerías ligger 755 meter över havet och antalet invånare är 124.
Terrängen runt Villerías är platt. Runt Villerías är det mycket glesbefolkat, med 5 invånare per kvadratkilometer. Närmaste större samhälle är Medina de Ríoseco, 16,9 km väster om Villerías. Trakten runt Villerías består till största delen av jordbruksmark.